# Euphorbia seibanica
Espèce
Statut CITES
Euphorbia seibanica est une espèce de plantes de la famille des Euphorbiaceae. Elle a été décrite par John Jacob Lavranos et Abdul Nasser Al-Gifri en 1999 dans Cactus and Succulent Journal.